# Leo Fischer (Publizist)

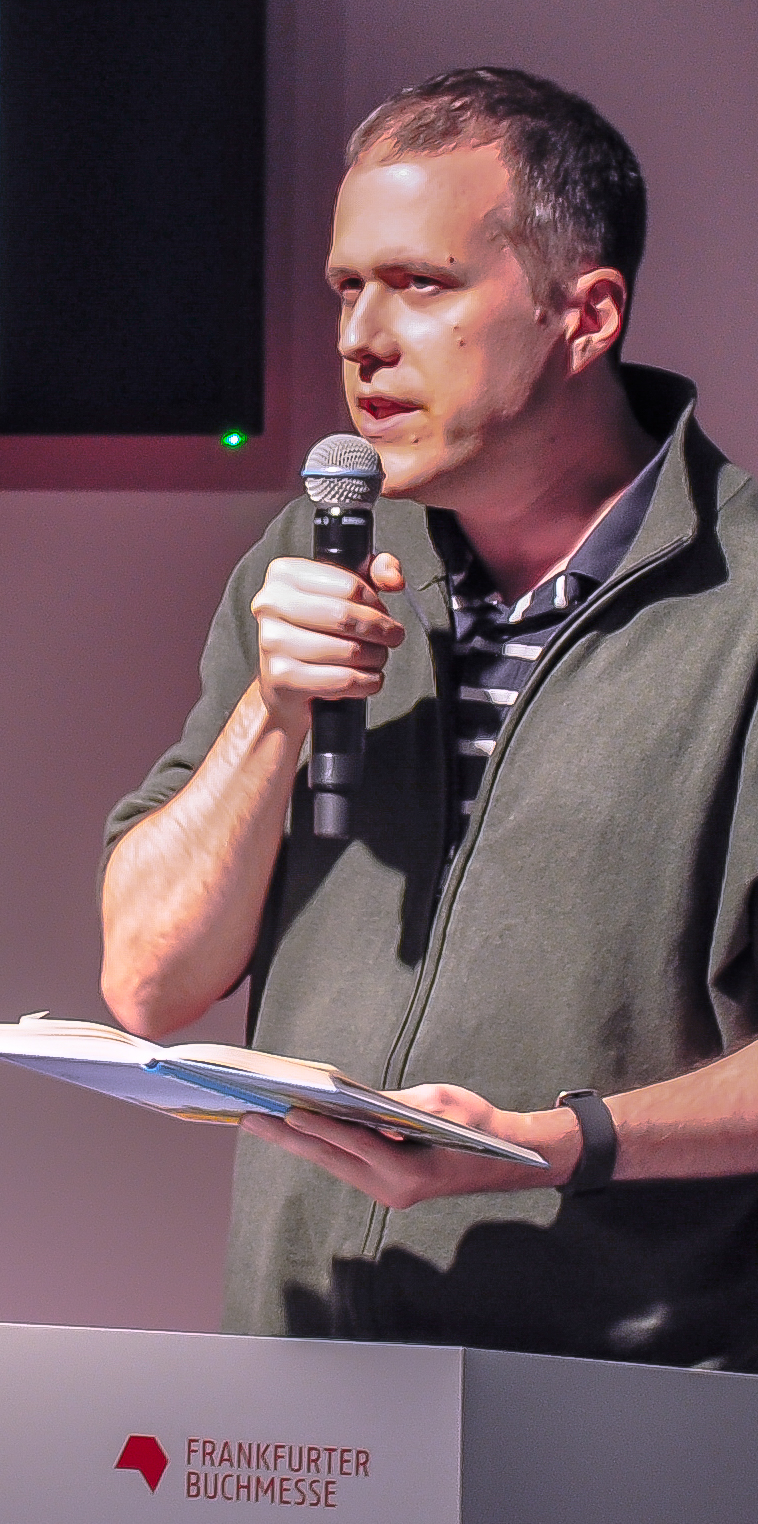
Leo Fischer, Frankfurter Buchmesse 2018

Leonhard „Leo“ Georg Fischer (* 29. Juli 1981 in München) ist ein deutscher Journalist, Satiriker, Autor und Politiker. Von 2008 bis 2013 war er Chefredakteur des Satiremagazins Titanic. Er arbeitet für die Bildungsstätte Anne Frank in der Presse- und Öffentlichkeitsarbeit. Von 2021 bis 2024 war er ehrenamtliches Mitglied des Magistrats der Stadt Frankfurt am Main.

## Leben
Fischer, der aus einer Arztfamilie stammt und in Davos aufwuchs, legte im Jahr 2001 am Albrecht-Altdorfer-Gymnasium Regensburg sein Abitur ab. An der Freien Universität Berlin sowie in Lausanne studierte er Allgemeine und Vergleichende Literaturwissenschaft, Philosophie und Publizistik.

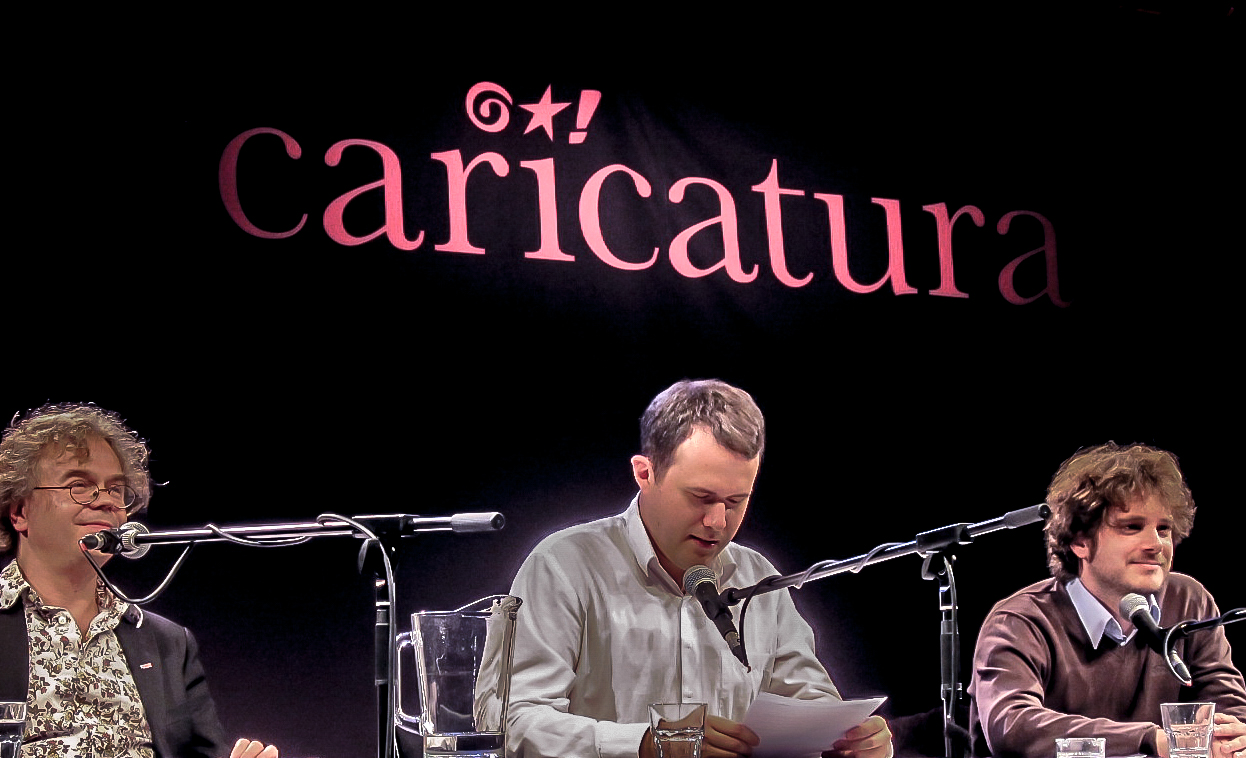
Titanic Task Force 2012

Ab 2007 war er Redakteur der Satirezeitschrift Titanic, deren Chefredakteur er von Oktober 2008 bis Oktober 2013 war.
Seit Mai 2012 ist er Kolumnist der Wochenzeitung Jungle World. Von 2014 bis 2015 verfasste er Briefe von der Heimatfront für das Nachrichtenportal Watson. Er schrieb für das Musikmagazin Intro, die „Wahrheit“-Seite der Taz, die Tageszeitung Neues Deutschland (die Kolumnen Das kann weg und Die Stimme der Vernunft) sowie für die Monatszeitschrift Konkret. Im August 2017 betreute Fischer, wie andere Prominente zuvor, den Twitteraccount des Zeitmagazins, bis er von dieser Aufgabe wegen in satirischer Absicht veröffentlichter Falschmeldungen entbunden wurde.
2008 wurde Fischer zum Mitglied des Bundesvorstands der Partei für Arbeit, Rechtsstaat, Tierschutz, Elitenförderung und basisdemokratische Initiative (Die PARTEI) ohne besonderen Geschäftsbereich gewählt. 2011 kandidierte er bei der Kommunalwahl in Frankfurt am Main auf der Liste der PARTEI. Wie schon bei der Bundestagswahl 2013 war Fischer auch bei der Bundestagswahl 2017 Direktkandidat im Wahlkreis Frankfurt II und stand zugleich auf der Landesliste der PARTEI. Im Juni 2019 trat er aus Protest gegen das zögerliche Handeln der Partei bei parteiinternem Sexismus gemeinsam mit Martina Werner aus dem Bundesvorstand aus.
Fischer ist bei der Bildungsstätte Anne Frank in Frankfurt am Main Mitarbeiter für Presse- und Öffentlichkeitsarbeit.
Bei den Kommunalwahlen in Hessen 2021 am 14. März kandidierte Fischer auf der Liste der Wählervereinigung ÖkoLinX-ARL für einen Sitz im Stadtverordnetenrat des Frankfurter Römer. Am 8. September 2021 wurde er zum ehrenamtlichen Magistratsmitglied gewählt. Am 31. Oktober 2024 trat er für die im Vorhinein vereinbarte Übernahme durch seine Nachfolgerin zurück.

## Bücher
- Generation „Gefällt mir“. Lappan Verlag, 2012, ISBN 978-3-8303-3302-9.
- Die Titanic-Bibel: Segen, Sünden, Sauereien – der Weltbestseller erstmals unzensiert! Hrsg. mit Tim Wolff und Michael Ziegelwagner. Rowohlt Verlag, Berlin, 2013, ISBN 978-3-87134-766-5.
- Fröhliche Hundegeschichten, mit Illustrationen von Leonard Riegel. Eichborn Verlag, 2014, ISBN 978-3-8479-0557-8.
- Niemand sagt’s Angela: Das supergeheime Abhörprojekt der NSA. Satirischer Roman. Bastei Entertainment, 2014, E-Book, ISBN 978-3-8387-5710-0.
- Warum ich links bin … : ...und immer noch meine Deutschlehrerin hasse (Essay). Murmann Verlag, 2015, ISBN 978-3-86774-458-4.
- Leo Fischer ohne Markus Söder – Gottes Werk und mein Beitrag: Die komplett erfundene Autobiografie. Riva Verlag, 2018, ISBN 978-3-7423-0812-2.
- Der Kaffee am Arsch der Welt: Eine Erzählung über den Unsinn pseudophilosophischer Weisheiten. riva Verlag, 2019, ISBN 978-3-7423-0946-4.
  - Der Kaffee am Arsch der Welt. Hörbuch, eingelesen von Michael A. Grimm. riva Verlag, 2020, EAN 9783745314755.
- Code & Vorurteil – Über Künstliche Intelligenz, Rassismus und Antisemitismus (Aufsatzsammlung). Hrsg. mit Deborah Schnabel, Eva Berendsen und Marie-Sophie Adeoso. Verbrecher Verlag, 2024, ISBN 978-3-95732-589-1.